# والی بارنارد
والی بارنارد (انگلیسی: Wally Barnard؛ ۹ اکتبر ۱۸۹۸ – ۱۹۸۲ (۸۳−۸۴ سال)) بازیکن فوتبال اهل بریتانیا بود.
از باشگاه‌هایی که در آن بازی کرده‌است می‌توان به باشگاه فوتبال گیلینگام، باشگاه فوتبال تاتنهام هاتسپر، و باشگاه فوتبال برنتفورد اشاره کرد.